# ضريح خواجة أتابك
ضريح خواجة أتابك (بالفارسية: آرامگاه خواجه اتابک) هو ضريح تاريخي يعود إلى الدولة السلجوقية، ويقع في كرمان.